# Багинский, Адольф
Адольф Арон Багинский (нем. Adolf Aron Baginsky; 1843—1918) — немецкий медик, педиатр и общественный деятель; профессор, доктор медицины.

## Биография
Адольф Багинский родился 22 мая 1843 года в городе Рацибуже в семье еврейского торговца Авраама Багинского и его жены Амалии (урожденная Lustig). Изучал медицину в Берлинском университете (преимущественно под руководством Вирхова и Траубе) и Университете Вены; степень доктора медицины получил в 1866 году в Берлине.

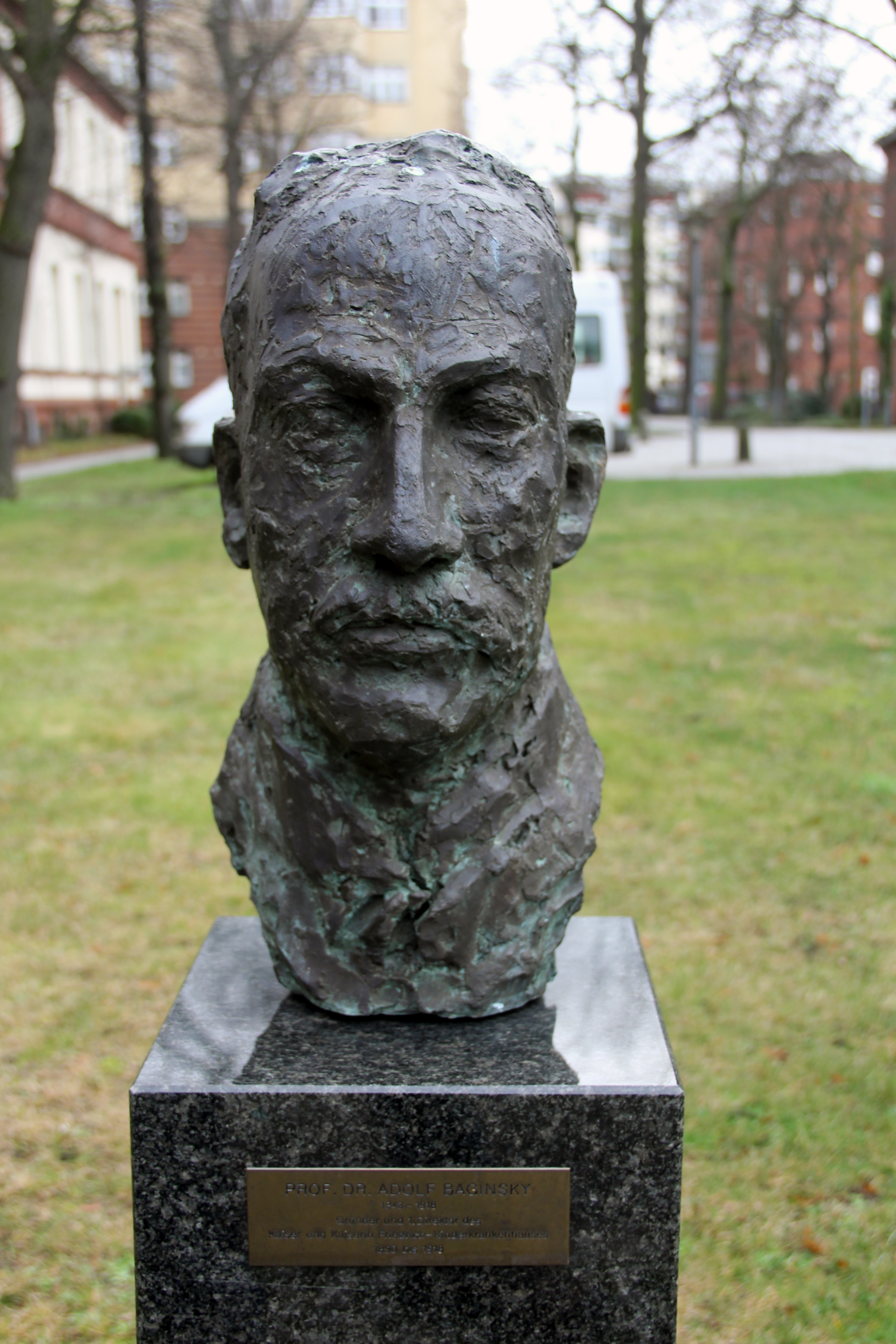
Бюст в Берлине

С 1891 года А. Багинский состоял профессором детских болезней в Берлине. Совместно с Рудольфом Вирховым Багинский основал и возглавил детскую больницу «Friedrich-Kinderkrankenhaus».
Совместно с Алоисом Монти (нем. Alois Monti; 1839—1909) Адольф Арон Багинский основал в 1877 году в Штутгарте газету «Centralzeitung für Kinderheilkunde», преобразованную через два года в журнал «Archiv für Kinderheilkunde» и стал исполнять в нём обязанности главного редактора.
А. Багинский опубликовал свыше ста научных трудов, которые посвящены преимущественно детским болезням и гигиене. Наиболее известные из них: «Handbuch der Schulhygiene» (1876; 3 изд., 1899); «Lehrbuch der Kinderheilkunde» (8 изд., 1905; переведено на русский язык); «Serumtherapie der Diphtherie» (Берлин, 1895); «Diphtherie u. diphtheritischer Croup» (Вена, 1898); «Praktische Beiträge zur Kinderheilkunde» (1880—1884); «Arbeiten aus dem k. k. Friedrich-Kinderkrankenhause».
Багинский во многом способствовал улучшению санитарного состояния детских учреждений в Берлине и принимал участие во многих медицинских обществах. Помимо этого он состоял членом разных учреждений для борьбы с антисемитским движением. В своей брошюре «Die hygienische Bedeutung der Mosaischen Gesetzgebung» он защищает гигиенические предписания Библии. Ему были весьма близки религиозные и социальные интересы столичной еврейской общины. Примыкая по своим религиозным убеждениям к ортодоксальной партии, он горячо выступал против реформаторов, которые предлагали совершать торжественное богослужение в берлинских синагогах по воскресеньям вместо субботы.
Адольф Арон Багинский 15 мая 1918 года в Берлине.